# Benedictus XIV (motpåve)
Benedictus XIV, född Bernard Garnier cirka 1370, död cirka 1433, var motpåve från den 12 november 1425 till cirka 1430. Samma namn skall ha använts av en senare motpåve, kardinalen av Santo Stefano al Monte Celio Jean Carrier, som skall ha gjort anspråk på påvestolen fram till år 1437.
Varken Garnier eller Carrier, som båda ansåg sig vara efterträdare till motpåven Benedictus XIII, åtnjöt något särskilt stort stöd. Förmodligen stöddes de endast av en liten skara anhängare.
Benedictus XIII utsåg fyra pseudokardinaler den 22 maj 1423, dagen innan han dog; dessa var Julián Lobera y Valtierra, Ximeno Dahe, Domingo de Bonnefoi och Jean Carrier. De tre förstnämnda samlades och valde Clemens VIII till motpåve. Carrier motsatte sig detta val och utsåg på eget bevåg Bernard Garnier till motpåve med namnet Benedictus XIV. Garnier utövade sitt pontifikat i hemlighet och skall ha utsett fyra pseudokardinaler, varav endast en är känd, Jean Farald. Vid Garniers död cirka 1430 valdes Carrier till ny motpåve i Foix.